# Dress You Up
"Dress You Up" är en låt framförd av den amerikanska popartisten Madonna. Den gavs ut som den femte och sista singeln från hennes andra studioalbum Like a Virgin den 24 juli 1985. Låten var det sista spåret som fick en plats på albumet då den överlämnades sent av låtskrivarna Andrea LaRusso och Peggy Stanziale. Madonna tyckte särskilt om texten i låten och ville absolut ha med den på albumet. "Dress You Up" är musikaliskt sett en trumdriven dancelåt med instrumentation från gitarrer och körsång. Låttexten är en utökad metafor för mode och sex som jämför att klä upp sig med passion. Ett liveframträdande från Madonnas första turné användes som musikvideo.

## Medverkande
- Madonna – sång
- Nile Rodgers – producent, gitarr
- Andrea LaRusso – låtskrivare
- Peggy Stanziale – låtskrivare
- Jimmy Bralower – trumprogrammering
- Rob Sabino – bassynthesizer, akustiskt piano
- Curtis King – bakgrundssång
- Frank Simms – bakgrundssång
- George Simms – bakgrundssång

Medverkande är hämtade ur albumhäftet till Like a Virgin.

## Listplaceringar
| Lista (1985-1986) | Topplacering |
| ----------------- | ------------ |
| Frankrike         | 18           |
| Nederländerna     | 7            |
| Nya Zeeland       | 7            |
| Schweiz           | 20           |

### Fotnoter
1. ↑  ”Madonna”. Arkiverad från originalet den 25 juli 2009. https://web.archive.org/web/20090725142835/http://www.madonna.com/discography/index/album/albumId/34/. Läst 25 juni 2011.
2. ↑  Albumhäfte för Like a Virgin av Madonna [LP/CD]. Sire Records. 1983. 9 25157-2.
3. ↑  ”Listplacering”. http://lescharts.com/showitem.asp?interpret=Madonna&titel=Dress+You+Up&cat=s. Läst 25 juni 2011.
4. ↑  ”Listplacering”. http://dutchcharts.nl/showitem.asp?interpret=Madonna&titel=Dress+You+Up&cat=s. Läst 25 juni 2011.
5. ↑  ”Listplacering”. Arkiverad från originalet den 23 augusti 2011. https://web.archive.org/web/20110823112701/http://charts.org.nz/showitem.asp?interpret=Madonna&titel=Dress+You+Up&cat=s. Läst 25 juni 2011.
6. ↑  ”Listplacering”. http://hitparade.ch/showitem.asp?interpret=Madonna&titel=Dress+You+Up&cat=s. Läst 25 juni 2011.